# First Pet
First Pet eller First Dog och First Cat är beteckningen på den amerikanska presidentens sällskapsdjur.  

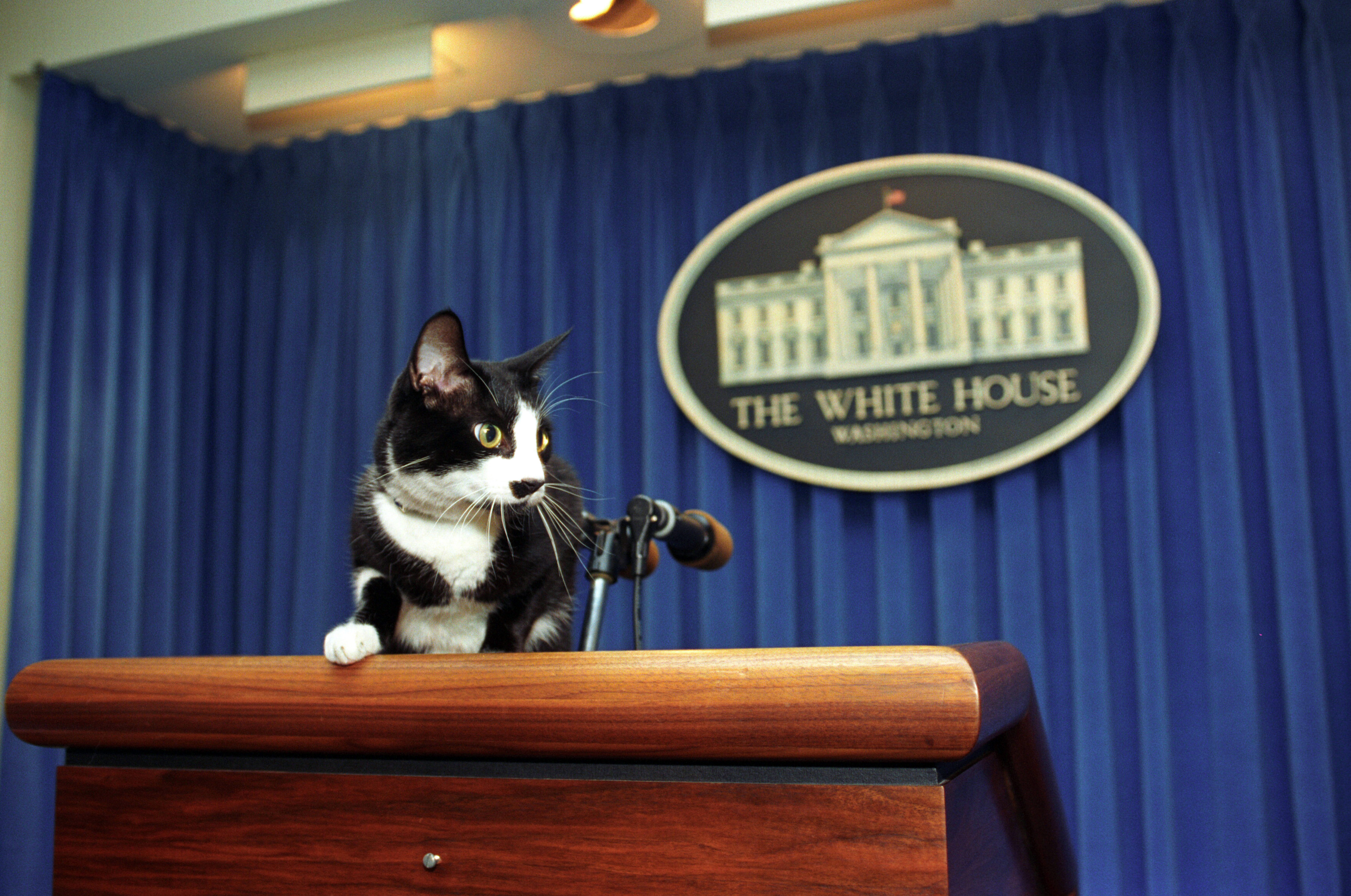
Bill Clintons katt Socks i Vita husets pressrum, 1993.

Ända sedan George Washington har presidenter och deras familjer hållit sällskapsdjur i Vita huset. Exotiska djur, som de har fått som gåva, har ofta placerats i en djurpark, men både hästar, får och tvättbjörnar har funnits i och runt Vita huset. Det är dock hittills bara hundar och katter som har betecknats First Pet.

## First Pets under 2000-talet
| President      | Sällskapsdjur |
| -------------- | --- |
| Bill Clinton   | - Socks, född 15 mars 1989, död 20 februari 2009 – katt. - Buddy, född 7 augusti 1997, död 2 januari 2002 – Labrador retriever. |
| George W. Bush | - Spot "Spotty" Fetcher, född 17 mars 1989, död 21 februari 2004 – engelsk springer spaniel uppkallad efter basebollspelaren Scott Fletcher. Valp efter president George H. W. Bushs hund Millie. - Barney, född 30 september 2000, död 1 februari 2013 – skotsk terrier. - Miss Beazley, född 28 oktober 2004, död 17 maj 2014, – skotsk terrier. Födelsedagspresent från presidenten till sin fru 2005. - India "Willie", född 13 juni 1990, död 4 januari 2009 – katt. |
| Barack Obama   | - Bo, född 9 oktober 2008 – portugisisk vattenhund. - Sunny, född 11 juni 2012 – portugisisk vattenhund. |
| Donald Trump   | - Inga |
| Joe Biden      | ChampMajor - Champ, född oktober 2008, död 19 juni 2021 – schäfer. - Major, född 2018 – schäfer. |